# Senzo Meyiwa
Senzo Robert Meyiwa (ur. 24 września 1987 w Durbanie, zm. 26 października 2014 w Vosloorus) – południowoafrykański piłkarz grający na pozycji bramkarza. Wychowanek klubu Orlando Pirates.
Swoją karierę piłkarską Meyiwa rozpoczął w klubie Orlando Pirates z Johannesburga. W 2006 roku awansował do kadry pierwszego zespołu. 8 listopada 2006 roku zadebiutował w jego barwach w Premier Soccer League w wygranym 2:1 domowym meczu z AmaZulu FC. W sezonach 2010/2011 i 2011/2012 wywalczył z Orlando Pirates dwa mistrzostwa RPA. Wraz z Orlando wygrał również Puchar RPA (2011), Telkom Knockout (2012) i MTN 8 (2011, 2012).
W 2013 roku Meyiwa został powołany do reprezentacji Republiki Południowej Afryki na Puchar Narodów Afryki 2013.
Został zastrzelony 26 października 2014 roku.
| Sezon   | Klub            | Kraj              | Rozgrywki | Mecze | Bramki |
| ------- | --------------- | ----------------- | --------- | ----- | ------ |
| 2006/07 | Orlando Pirates | Południowa Afryka | PSL       | 1     | 0      |
| 2007/08 | Orlando Pirates | Południowa Afryka | PSL       | 24    | 0      |
| 2008/09 | Orlando Pirates | Południowa Afryka | PSL       | 6     | 0      |
| 2009/10 | Orlando Pirates | Południowa Afryka | PSL       | 1     | 0      |
| 2010/11 | Orlando Pirates | Południowa Afryka | PSL       | 11    | 0      |
| 2011/12 | Orlando Pirates | Południowa Afryka | PSL       | 6     | 0      |
| 2012/13 | Orlando Pirates | Południowa Afryka | PSL       | 23    | 0      |
| 2013/14 | Orlando Pirates | Południowa Afryka | PSL       | 28    | 0      |